# Maculinea uralensis
Maculinea uralensis är en fjärilsart som beskrevs av Henry John Elwes 1899. Maculinea uralensis ingår i släktet Maculinea och familjen juvelvingar. Inga underarter finns listade i Catalogue of Life.